# Storie Blu
Storie Blu (deutsch Blaue Geschichten) ist eine zwischen 1979 und 1990 vom Verlag Ediperiodici S.r.l. in Mailand herausgegebene Fumetti-Reihe mit Science-Fiction- und Sadomaso-Thematik.

## Inhalt und Zeichner
Storie Blu entstand 1979 als Ableger der erfolgreichen Fumetti-Reihe Terror Blu, die erstmals Science-Fiction-Erzählungen mit extremen Darstellungen von Sex, Gewalt und Folter kombiniert hatte. Dabei überschritt auch Storie Blu ähnlich wie Terror Blu etwa ab 1981 die Grenze zur Pornographie. Insgesamt erschienen 122 Ausgaben, von denen die letzte die Nummer 122/123 trägt. Zwischen Herbst 1983 und Sommer 1990 erschienen zudem 42 Ausgaben Storie Blu Special. Neuauflagen erschienen unter den Titeln Libidine Blu und Fumetti del futuro.
Die einzelnen Ausgaben sind inhaltlich bis auf wenige Zweiteiler nicht verbunden. Erzählerische Kennzeichen der Reihe sind neben den sadistischen Darstellungen ihr zynischer Humor, ihr Nihilismus und ihre extreme Misogynie. Die Plots zitieren zahlreiche typische Science-Fiction-Motive der 1960er und 70er Jahre. Im Mittelpunkt der Darstellung stehen meist sadistische, verbrecherische oder monströse Außerirdische. Oft werden die Heldinnen unfreiwillig in interstellare Komplotte involviert, entführt oder durch Zeitreisen und Dimensionsverschiebungen an fremde, gelegentlich surreale Orte versetzt. Die meisten Ausgaben enden mit dem Tod der weiblichen Hauptfiguren. Als Zeichner der Reihe traten u. a. Lorenzo Lepori, Dino Simeoni, Augusto Chizzoli, Pier Carlo Macchi und Francesco Blanc in Erscheinung. Francesco Blanc, der 43 Ausgaben illustrierte, gehörte zu den produktivsten Zeichnern der Reihe.
In BDSM-Kreisen ist Storie Blu bis heute ein beliebtes Sammelobjekt.